# Pedro Carcuro
Pedro Carcuro Leone (Santiago, 26 de febrero de 1945) es un periodista, comentarista deportivo y presentador de radio y televisión chileno. Con 55 años que lleva desempeñándose en el área deportiva de Televisión Nacional de Chile (TVN), ha cubierto numerosos eventos deportivos, destacando por sus relatos en los encuentros de la selección chilena de fútbol. 
Desde su llegada a TVN en 1969 fue compañero de transmisiones de Sergio Livingstone. La pareja televisiva continuó hasta el fallecimiento de Livingstone el 11 de septiembre de 2012, convirtiéndose en la dupla más longeva de la televisión chilena al estar juntos por 43 años. Junto a Livingstone, condujo, entre 1985 y 2011, Zoom deportivo, uno de los programas deportivos más emblemáticos de la televisión chilena. Aparte del ámbito deportivo, Carcuro condujo el programa estelar de conversación De pe a pa entre 1996 y 2005y es locutor del programa El rompecabezas de Radio Agricultura.

## Biografía

### Inicios
Hijo de inmigrantes italianos venidos desde la Basilicata, desde pequeño su padre lo llevaba a ver los encuentros de Audax Italiano. Realizó sus estudios en la Scuola Italiana, y estudió tres años derecho en la Universidad de Chile, hasta que se retiró para dedicarse al periodismo deportivo. Su padre, enojado con esta situación, le preguntó al periodista deportivo Julio Martínez, a la salida de un encuentro de Audax Italiano, qué le parecía que su hijo quisiera retirarse de derecho, a lo que el comentarista le respondió: «deje que su hijo sea feliz».
El 31 de diciembre de 1967 debutó como reportero deportivo, cubriendo un encuentro del Santos de Pelé. Tiempo después, entró a un departamento de prensa, a cargo de Eduardo Ravani y Fernando Alarcón, que daba servicios a las transmisiones experimentales de Televisión Nacional de Chile. En mayo de 1969, Bernardo de la Maza y Manuel Mendoza, a cargo de la formación del departamento de prensa, llevaron a Carcuro a TVN para la formación del área deportiva.

### Televisión Nacional de Chile
En TVN comenzó conduciendo un programa de boxeo llamado Los guantes de oro, que se transmitía desde el gimnasio de Plaza Egaña. Además actuó como editor periodístico de un programa que conducían Gustavo Aguirre y Sergio Livingstone, iniciando su relación laboral con este último. En 1971 comenzaron a transmitir en conjunto, con Livingstone en los relatos y Carcuro en los comentarios. Al año siguiente, debido a la imposibilidad de Sergio Silva de viajar a Lima, Perú, hizo su primera transmisión para TVN en el encuentro del Unión San Felipe de Luis Santibáñez frente a Alianza Lima por Copa Libertadores.
Para el Mundial de 1974 las transmisiones se repartieron en dos equipos: Livingstone con César Antonio Santis y Carcuro con Pepe Abad. Luego de la eliminación de Chile en primera ronda, se determinó que las siguientes transmisiones fueran hechas por Carcuro y Livingstone, consolidándose así la dupla televisiva.
En marzo de 1985 comenzó a coanimar con Livingstone el programa Zoom deportivo, que se mantuvo en pantalla hasta diciembre de 2011, y que trataba temas deportivos más allá del fútbol. El programa iba los domingos a las 23:30 horas, debido a que a esa hora ya los eventos deportivos habían finalizado.
Para la final de la Copa Libertadores 1991 se hizo una cotransmisión con Canal 13, siendo relatada por Carcuro, y comentada por Livingstone, Julio Martínez y Alberto Fouillioux.
Carcuro ha desarrollado una larga trayectoria como relator de partidos para la señal estatal, la que ha incluido los principales eventos deportivos de los últimos 40 años. A diferencia de la mayoría de sus colegas, su relato de los goles se caracteriza por no hacer un grito con la palabra gol, ni repetir frases preestablecidas, sino desahogar lo que siente en el momento. En ese sentido ha hecho famosas frases como «¡me pongo de pie!» en el gol de Marco Tardelli en la final del Mundial de España 1982; o «¡se subió al cielo, en una mágica escalera!» con que narró el salto de Marcelo Salas sobre Fabio Cannavaro en el segundo gol de Chile en el partido contra Italia en la fase de grupos del Mundial de Francia 1998.

#### Copa Mundial de la FIFA Sudáfrica 2010
Pedro Carcuro relató todos los partidos de la Selección Chilena en el mundial, junto con los comentarios de Iván Zamorano y Fernando Solabarrieta. En el debut de la selección, contra Honduras por el Grupo H, victoria chilena con gol de Jean Beausejour, el segundo partido de Chile contra Suiza, en un partido de dientes apretados, Chile ganó con una genialidad de Jorge Valdivia, pase filtrado para Esteban Paredes y gol de Mark González, recordado por el relato de Carcuro: "Ahí estuvo Mark, para que lo griten los de acá y los de allá".
En el último partido, Chile enfrentaba a la poderosa España, con uno menos, Chile le dio pelea a los españoles, derrota por 1-2, con un gol de Rodrigo Millar. En los octavos de final, el Chile de Bielsa, Sánchez y Vidal enfrentaba a Brasil, lapidaria derrota chilena contra el "scratch" por 3-0, Carcuro volvía a relatar un partido de la selección adulta, después de casi 4 años.

#### Copa América Argentina 2011
Para julio del año 2011, volvió a relatar para el área deportiva de TVN, para la Copa América de Argentina, relató el primer encuentro de Chile contra México, victoria 2-1 de Chile con goles de Arturo Vidal y Esteban Paredes, para el segundo partido (ante Uruguay) Carcuro haría de comentarista, dejando a Solabarrieta en el relato, esto causó muchas críticas en los medios chilenos, ya que algunos decían que por la baja sintonía de los partidos de Chile bajo los relatos de Carcuro desde Sudáfrica 2010.
La polémica finalizaría con el tercer encuentro de Chile en el certamen, con Carcuro como relator, "La Roja" venció a Perú por 1-0 con gol en contra de André Carrillo, para los cuartos de final, Carcuro y Solabarrieta alternarán puestos, como comentaristas, Chile perdió 1-2 contra Venezuela.

#### Copa Mundial de la FIFA Brasil 2014

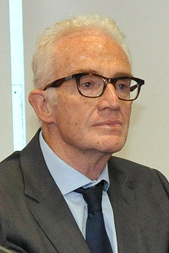
Pedro Carcuro en 2013.

En Brasil, Carcuro volvería relatar tras tres años alejado de los micrófonos, en esta ocasión solo para relatar los partidos de Chile en el mundial en compañía de Luis María Bonini y Manuel Pellegrini.
Pedro re-debutó el 13 de junio, en el debut de La Roja en Brasil contra Australia, triunfo chileno por 3-1 con goles de Alexis Sánchez, Jorge Valdivia y Jean Beausejour; después el 18 de junio, Carcuro relataría el histórico triunfo de Chile por 2-0 sobre España en el Estadio Maracaná, donde se recuerda el segundo gol chileno, obra de Charles Aránguiz cuando Pedro relató: "Cuidado alerta roja en el Maracaná", finalmente La Roja cerraría su participación en el Grupo B cayendo por 2-0 frente a Holanda.
En octavos de final, Carcuro relato el partido entre Chile y Brasil en el Mineirao, empate 1-1 en los 120 minutos y en penales Brasil fue más y ganó por 3-2.
Además, Carcuro relato la final de Brasil 2014 entre Argentina y Alemania, triunfo alemán por 1-0 y los teutones se consagraban campeones del mundo por cuarta vez.

#### Copa América 2015
Para la Copa América 2015 celebrada en Chile, Pedro sería comentarista y no relator, los relatos de los partidos de Chile y los más importantes del torneo quedaron a cargo de Luis Omar Tapia, con la compañía de Carcuro y Luis María Bonini. Finalmente La Roja fue campeón del torneo por primera vez en su historia con Carcuro como comentaristas en esta ocasión, aunque en el índice de audiencia TVN al igual que en el mundial estuvo por debajo de Canal 13 liderado por Claudio Palma y Aldo Schiappacasse.

#### Copa FIFA Confederaciones 2017
Para la Copa FIFA Confederaciones 2017 Pedro volvería al relato del área deportiva de TVN, en esta ocasión solo para relatar los partidos de Chile, con los comentarios de Marcelo Barticciotto y Patricio Yáñez.
El 18 de junio de 2017, Carcuro volvía a relatar después de tres años, en el triunfo de La Roja por 2-0 sobre Camerún con goles de Arturo Vidal y Eduardo Vargas, luego el 22 de junio debía relatar el segundo partido de Chile por el Grupo B contra Alemania, pero una trombosis que lo aquejaba desde su llegada a Rusia le impidió relatar este trascendental encuentro.
Regresó al relato el 25 de junio, siendo este su último relato en la Confederaciones, relatando a Chile en fase de grupos contra Australia, empate 1-1 el gol chileno fue obra de Martín Rodríguez.

### Otros proyectos
En 1988 participó de la formación del programa Estadio en Portales de la Radio Portales de Santiago, donde se encargó de comentar partidos junto a Néstor Isella y Max Walter Kautz. Luego en enero de 1990 se hizo cargo de "La Chispa del Deporte" de Radio Chilena. Cuando el proyectó terminó en 1993, Carcuro pasó a conducir el programa radial de conversación Rapidísimo, que era emitido los domingos en la mañana y que ganó un Premio APES. El éxito del programa hizo que en TVN surgiera la idea de trasladarlo a la televisión, naciendo así el programa de horario estelar De pe a pa en enero de 1996. El programa finalizó en julio de 2005. 
También ha conducido programas como El sillón de Pedro, de temática similar a De pe a pa y Como Pedro por su casa, vespertino de conversación más distendida.
En 2012, asumió de anfitrión del docu-reality de viajes Europa mía.
El 31 de marzo de 2014 debutó en la conducción de la versión chilena del programa de entrevistas deportivas La última palabra en Fox Sports Chile.

## Obras
Además de su carrera periodística, propiamente tal, Pedro Carcuro también ha publicado dos libros referidos a la actividad deportiva:
- Zamorano. Caído del cielo, publicado en 1999.
- Me pongo de pie, coautoría con Esteban Abarzúa, en 2009.

## Premios
| Premio                                  | Año       |
| --------------------------------------- | --------- |
| Premio Nacional de Periodismo Deportivo | 1991      |
| Premio Raúl Prado Cavada                | 1994      |
| Premio Carmen Puelma                    | 2009      |
| Premio Copihue de Oro a la Trayectoria  | 2019-2020 |